# Eberhard Heinichen
Friedrich Wilhelm Eberhard Heinichen (* 17. August 1893 in Hamburg; † 15. Juni 1962 ebenda) war ein deutscher Kapitän zur See der Kriegsmarine.

## Leben
Eberhard Heinichen war ein Sohn von Friedrich Wilhelm Eduard Heinichen (* 1852), später Oberlandesgerichtsrat zu Hamburg, und seiner Frau Elsa, geb. Hastedt (* 1871) und Tochter von Richard Hastedt. Er besuchte das Wilhelm-Gymnasium in seiner Geburtsstadt Hamburg und legte dort 1911 sein Abitur ab.
Am 1. April 1912 trat er in die Kaiserliche Marine ein. Später diente er bis September 1915 auf der Nymphe und wurde hier Leutnant zur See. Anschließend war er als Funkentelegraphieoffizier; er hatte im April/Mai 1915 einen entsprechenden Kursus besucht; bis April 1916 erst auf der Braunschweig und dann bis Mai 1917 in gleicher Position auf der Brummer. Für einen Monat war er zur Ausbildung an der U-Boots-Schule. Bis Ende des Jahres war er Wachoffizier auf V 159. Am 25. Dezember 1917 wurde er zum Oberleutnant zur See befördert und wechselte im gleichen Monat als Wachoffizier bis März 1918 auf das Torpedoboot T 132. Für einen Monat war er in gleicher Position auf U 80, dann erneut für einen Monat auf T 132, um dann ab Mai 1918 bis Kriegsende als Wachoffizier auf T 153 zu dienen. Bis Mitte Februar 1918 war er mit dem Eisernen Kreuz 2. Klasse und dem Hamburger Hanseatenkreuz ausgezeichnet worden.
Am 11. Juni 1919 heiratete er Irmgard Siemsen, mit der er zwei Söhne hatte. Beide fanden im Zweiten Weltkrieg den Tod auf See.
Am 22. November 1919 wurde er aus der Marine verabschiedet und verdingte sich als Kaufmann in seiner Geburtsstadt Hamburg. Im April 1928 wurde er als Prokurist der H. B. Sloman & Co. Salpeterwerke AG mit Sitz in Hamburg in das Handelsregister eingetragen. Er war 1930 auch Prokurist der H. B. Sloman & Co AG, welche 1929 aus der H. B. Sloman & Co. Salpeterwerke AG hervorgegangen war.
In die Reichsmarine übernommen, wurde er am 1. Januar 1935 als E-Offizier zum Korvettenkapitän befördert und war im gleichen Jahr an der Kriegsmarinedienststelle Hamburg.
Er war von Januar 1940 bis Februar 1943 Marineattaché in Lissabon, wurde in dieser Position am 1. Juli 1941 zum Kapitän zur See befördert. Die Position als Marineattaché übergab er an Konteradmiral Hans Henning. Bis September 1943 war er als Nachfolger von Kapitän zur See Friedrich Grattenauer Chef des Stabes des Küstenbefehlshabers westliche Ostsee und kam dann in der gleichen Position zum Admiral Ostland. Er blieb bis Januar 1944 Chef des Stabes beim Admiral Ostland. Heinichen hatte von Juni 1944 als Nachfolger von Kapitän zur See Kurt Weyher bis September 1944 die Führung über das Deutsche Marinekommando Konstanza inne. Diese stand unter der Deutschen Marinemission in Rumänien, welche im Zuge der Deutschen Heeresmission in Rumänien gebildet worden war. In Personalunion war er auch deutscher Chef des Stabes der Königlich-rumänischen Seestreitkräfte. Im September 1944 wurden die Dienststellen in Rumänien aufgelöst. Als Inselkommandant Rügen beim Küstenbefehlshabers westliche Ostsee wurde er von November 1944 bis Februar 1945 eingesetzt.
Heinichen starb am 15. Juni 1962 in seiner Geburtsstadt.